# Ribeirão Guaratinguetá
Ribeirão Guaratinguetá (portugisiska: Ribeirão de Guaratinguetá) är ett vattendrag i Brasilien.   Det ligger i delstaten São Paulo, i den sydöstra delen av landet, 800 km söder om huvudstaden Brasília.
Omgivningarna runt Ribeirão Guaratinguetá är huvudsakligen savann. Runt Ribeirão Guaratinguetá är det ganska tätbefolkat, med 144 invånare per kvadratkilometer.